# 谢尔盖·卡里亚金
谢尔盖·亚历山德罗维奇·卡里亚金（羅馬化：Sergey Aleksandrovich Karyakin；1990年1月12日—），出生在乌克兰辛菲罗波尔市，俄國国际象棋职业棋手，2009年以前曾代表烏克蘭出賽。2002年8月，12岁零7个月大的卡里亚金成为历史上最年轻的国际象棋特级大师，并被载入吉尼斯世界纪录，这一纪录至今无人打破。2004年代表乌克兰队参加國際象棋奧林匹克获得团体冠军，并在第四台出场7次取得6胜1和的佳绩。2007年进入国际象棋世界杯赛四强。2009年一月国际棋联等级分列世界第27位（乌克兰第3，20岁以下第2），同年获维克安泽国际象棋超级大赛A组冠军。
2022年3月21日，世界国际象棋联合会以卡里亚金几周以来一直在社交媒体上发表支持俄羅斯入侵烏克蘭的挑衅言论，在国际象棋界引起了强大的负面态度，裁定其违反了国际棋联道德准则，即日起处以为期6个月的全球禁赛令。战争期间，卡里亚金继续在俄罗斯境内发表和参与各种亲俄罗斯和反对乌克兰的活动而被称为普京的粉丝。他的亲俄举动例如公开支持对乌克兰的侵略，经常在公众场合身印有代表俄军入侵标识的Z符号衣服，还称支持乌克兰战争是俄罗斯爱国主义的表现。因此，乌克兰人视其为民族叛徒。
同年12月13日，乌克兰最高拉达通过一项批准对俄罗斯和其他国家的运动员实施个人特殊经济和其他限制措施的体育制裁，作为公开支持俄罗斯对乌克兰的武装侵略和种族灭绝的处罚，宣布将卡里亚金在内的56名俄罗斯运动员列入制裁名单。